# 桑托尼亚
桑托尼亚，是西班牙坎塔布里亚的一个市镇。总面积12平方公里，总人口11053人（2001年），人口密度921人/平方公里。